# Saison 2015-2016 d'Issy Paris Hand
Maillots
Chronologie
Saison 2014-2015
Actualités
Dernière mise à jour : 28 août 2015.
Cet article détaille la saison 2015-2016 du club de handball féminin d'Issy Paris Hand.

## L'équipe
Note : Est indiqué comme étant en sélection nationale toute joueuse ayant participé à au moins un match avec une équipe nationale lors de la saison 2015-2016.

## Transferts
| Nom | Nom                    | Poste            | Provenance/Destination | Provenance/Destination                | Durée                             |
|     |                        |                  | Arrivées               |                                       |                                   |
|     | Victoria Alric         | Gardienne de but |                        | Équipe réserve                        | Centre de formation               |
|     | Anne-Laure Nadaud      | Ailière droite   |                        | ASPTT Limoges                         | Centre de formation               |
|     | Océane Sercien-Ugolin  | Arrière droite   |                        | Équipe réserve                        | Centre de formation               |
|     | Frida Tegstedt         | Pivot            |                        | Füchse Berlin                         | Joker médical (21.03.2016) - 2017 |
|     |                        |                  | Départs                |                                       |                                   |
|     | Lesly Briemant         | Ailière droite   |                        | HBC Celles-sur-Belle                  | 2 ans                             |
|     | Angélique Spincer      | Demi-centre      |                        | Stella Sports Saint-Maur              | 2 ans                             |
|     | Jennifer Issifou       | Ailière gauche   |                        | SAM Handball Moncoutant (N2, nov. 15) | -                                 |
|     |                        |                  | Prolongations          |                                       |                                   |
|     | Marija Jovanović       | Arrière gauche   |                        |                                       | 1 an + 1 an en option             |
|     | Hanna Bredal Oftedal   | Arrière droite   |                        |                                       | 1 an + 1 an en option             |
|     | Stine Bredal Oftedal   | Demi-centre      |                        |                                       | 1 an + 1 an en option             |
|     | Pernille Bjørseth Wibe | Pivot            |                        |                                       | 1 an + 1 an en option             |
|     | Armelle Attingré       | Gardienne de but |                        |                                       | 1 an + 1 an en option             |
|     | Coralie Lassource      | Ailière gauche   |                        |                                       | 1 an + 1 an en option             |

## Parcours en championnat de D1
| Journée | Date                   | Club recevant                | Score                  | Club visiteur                 | Classement (sur 10)              | Points                 | Rapport                |
| --- | ---------------------- | ---------------------------- | ---------------------- | ----------------------------- | -------------------------------- | ---------------------- | ---------------------- |
| MATCHS ALLER |                        |                              |                        |                               |                                  |                        |                        |
| J1 | 30.08.2015             | Issy Paris Hand              | 31 – 22                | Toulon Saint-Cyr Var Handball | 1er                              | 3                      | Feuille de match       |
| J2 | 05.09.2015             | Nantes Loire Atlantique HB   | 24 – 23                | Issy Paris Hand               | 4e                               | 4                      | Feuille de match       |
| J3 | 12.09.2015             | HBC Nîmes                    | 28 – 28                | Issy Paris Hand               | 3e                               | 6                      | Feuille de match       |
| J4 | 18.09.2015             | Issy Paris Hand              | 24 – 24                | OGC Nice Handball             | 3e                               | 8                      | Feuille de match       |
| J5 | 26.09.2015             | Metz Handball                | 32 – 26                | Issy Paris Hand               | 4e                               | 9                      | Feuille de match       |
| J6 | 30.09.2015             | Issy Paris Hand              | 27 – 26                | ES Besançon                   | 4e                               | 12                     | Feuille de match       |
| J7 | 03.10.2015             | Bègles Bordeaux-Mios Biganos | 0 – 0                  | Issy Paris Hand               | Annulé: dépôt de bilan de Bègles |                        |                        |
| J8 | 22.09.2015             | Issy Paris Hand              | 23 – 21                | CJF Fleury Loiret             | 4e                               | 15                     | Feuille de match       |
| J9 | 23.10.2015             | Cercle Dijon Bourgogne       | 22 – 26                | Issy Paris Hand               | 3e                               | 18                     | Feuille de match       |
| J10 | 31.10.2015             | Toulon Saint-Cyr HB          | 23 – 25                | Issy Paris Hand               | 3e                               | 21                     | Feuille de match       |
| MATCHS RETOUR |                        |                              |                        |                               |                                  |                        |                        |
| J11 | 06.11.2015             | Issy Paris Hand              | 26 – 26                | Nantes Loire Atlantique HB    | 3e                               | 23                     | Feuille de match       |
| J12 | 06.01.2016             | Issy Paris Hand              | 27 – 19                | HBC Nîmes                     | 3e                               | 26                     | Feuille de match       |
| J13 | 20.01.2016             | OGC Nice Handball            | 26 – 19                | Issy Paris Hand               | 3e                               | 27                     | Feuille de match       |
| J14 | 31.01.2016             | Issy Paris Hand              | 20 – 32                | Metz Handball                 | 3e                               | 28                     | Feuille de match       |
| J15 | 06.02.2016             | ES Besançon                  | 26 – 27                | Issy Paris Hand               | 2e                               | 31                     | Feuille de match       |
| J16 | Pas de match (voir J7) | Pas de match (voir J7)       | Pas de match (voir J7) | Pas de match (voir J7)        | Pas de match (voir J7)           | Pas de match (voir J7) | Pas de match (voir J7) |
| J17 | 02.03.2016             | CJF Fleury Loiret            | 28 – 15                | Issy Paris Hand               | 3e                               | 32                     | Feuille de match       |
| J18 | 05.03.2016             | Issy Paris Hand              | 24 – 24                | Cercle Dijon Bourgogne        | 3e                               | 34                     | Feuille de match       |
| Issy Paris Hand termine 3e de la saison régulière. Le club est qualifié pour les quarts de finale du championnat (playoffs). |                        |                              |                        |                               |                                  |                        |                        |
| Légende: Victoire Nul Défaite Score du club                                                                                  |                        |                              |                        |                               |                                  |                        |                        |

### Buts marqués par journée
Ce graphique représente le nombre de buts marqués lors de chaque journée du championnat.

Les joueuses ont inscrit 391 buts en 16 matchs (soit 24 buts/match) et encaissé 403 buts.

## Parcours en coupe de France
| Les clubs de LNH ne rentrent en compétition qu'à partir des 1/8'e de finale. |            |                               |         |                 |                  |
| 1/8e de finale                                                               | 24.01.2016 | Chambray Touraine Handball    | 23 – 29 | Issy Paris Hand | Feuille de match |
| 1/4 de finale                                                                | 03.02.2016 | Toulon Saint-Cyr Var Handball | 23 – 21 | Issy Paris Hand | Feuille de match |
| Issy Paris Hand est éliminé en quart de finale.                              |            |                               |         |                 |                  |
| Légende: Victoire Nul Défaite Score du club                                  |            |                               |         |                 |                  |

## Parcours en coupe de la ligue
| 1/4 de finale de finale                     | 27.01.2016 | Issy Paris Hand   | 23 – 22 | ES Besançon     | Feuille de match |
| 1/2 de finale                               | 26.03.2016 | OGC Nice Handball | 20 – 11 | Issy Paris Hand | Feuille de match |
| Le club est éliminé en demi-finale.         |            |                   |         |                 |                  |
| Légende: Victoire Nul Défaite Score du club |            |                   |         |                 |                  |

## Parcours en coupe d'Europe
En terminant vice-champion de France de la saison passée, Issy a gagné sa place pour participer directement au 3e tour de la Coupe d'Europe des vainqueurs de coupe de handball dite coupe C2.
| 3e tour                                     | 15.11.2015 | Buxtehuder SV       | 26 – 28 | Issy Paris Hand     | Feuille de match |
| 3e tour                                     | 22.11.2015 | Issy Paris Hand     | 28 – 25 | Buxtehuder SV       | Feuille de match |
| 1/8e de finale                              | 09.01.2016 | Issy Paris Hand     | 24 – 20 | HC Podravka Vegeta  | Feuille de match |
| 1/8e de finale                              | 15.01.2016 | HC Podravka Vegeta  | 20 – 17 | Issy Paris Hand     | Feuille de match |
| Quart de finale                             | 20.02.2016 | Érdi VSE            | 29 – 28 | Issy Paris Hand     | Feuille de match |
| Quart de finale                             | 27.02.2016 | Issy Paris Hand     | 18 – 17 | Érdi VSE            | Feuille de match |
| Demi-finale                                 | 03.04.2016 | Issy Paris Hand     | 24 – 20 | Team Tvis Holstebro | Feuille de match |
| Demi-finale                                 | 10.04.2016 | Team Tvis Holstebro | 29 – 12 | Issy Paris Hand     | Feuille de match |
| Légende: Victoire Nul Défaite Score du club |            |                     |         |                     |                  |